# Regente (cómic)
Regente es el nombre de un personaje ficticio que aparece en los cómics estadounidenses publicados por Marvel Comics.
Regent hace su primera aparición completa como el principal antagonista de la serie limitada Amazing Spider-Man: Renew Your Vows como parte de la historia de "Secret Wars" de 2015, donde fue creado por Dan Slott y Adam Kubert. La versión Tierra-616 más tarde reaparece al final de Amazing Spider-Man vol. 4 # 1 donde fue creado por Dan Slott, Christos Gage y Paco Díaz.

## Biografía del personaje ficticio

### Tierra-18119
Augustus Roman es el CEO de Empire Unlimited que opera como Regente. Durante la historia de "Secret Wars", Regente gobierna sobre el dominio Battleworld de la Regencia. Los héroes de todo el dominio Battleworld de la Regencia han desaparecido. Con los X-Men desaparecidos, los Vengadores sospechan que Augustus Roman está detrás de esto. Cuando Spider-Man se entera de esto, Ojo de Halcón menciona una fuga masiva en la isla Ryker. Mientras los Vengadores salen a luchar contra Regente, Spider-Man se dirige a su casa para encontrarse con su esposa Mary Jane Watson, donde encuentra a su hija Annie en las garras de Venom. Spider-Man derrota brutalmente a Venom. Mientras Regent derrota a los superhéroes, Mary Jane Watson usa la sirena de un camión de bomberos para ayudar a Spider-Man a forzar a Venom a entrar en un edificio en llamas y derribar la estructura sobre Venom. Con todos los superhéroes derrotados por Regente, Peter Parker se retira como Spider-Man para mantener a salvo a su familia.
A la luz de la victoria de Regente, Peter Parker obtiene pulseras inhibidoras para que Regente no lo detecte a él ni a Annie. Peter toma fotos de Hombre Demoledor protestando contra el gobierno del Regente cuando es derrotado por Boomerang, Rhino y Shocker. Mientras Peter distrae a los secuaces de Regente para que los Power Pack puedan escapar, Mary Jane llega y se va con Annie. En el cuartel general de Regente, Regente se da cuenta de que Spider-Man ha sido visto y desata a sus Seis Siniestros (que consiste en el Doctor Octopus, Hobgoblin, Kraven el Cazador, Mysterio, Shocker y Buitre) para cazar a Spider-Man.
Regente difunde que realizará una proyección obligatoria en la Escuela Pública 122 Mamie Fay.
Hombre de Arena aparece y le pide a Peter Parker que venga a S.H.I.E.L.D. con él, ya que ambos están sometidos cuando llega Regente. En la base de Regente, Spider-Man y Hombre de Arena han sido hechos prisioneros. Después de que Regente lee la mente de Hombre de Arena, recluta a Escarabajo, Boomerang y Rhino para completar la membresía de los Seis Siniestros y los envía a atacar la base de S.H.I.E.L.D.
Cuando S.H.I.E.L.D. se enfrenta a Regente, Mary Jane y Annie se enfrentan a sus científicos dirigidos por la Dra. Shannon Stillwell. Usando el mismo tipo de armadura que Regente, Mary Jane ayuda a Annie a desactivar el mecanismo que mantenía a los héroes cautivos para que Regente pudiera usar sus poderes. Cuando esto atrae la atención de Regente, Spider-Man escapa y lleva la pelea con Regente a las calles. Annie se unió a la lucha y usó la punta de flecha especial en Regente. A pesar de esto, Regente sigue siendo una amenaza mientras agarra a Annie. Spider-Man usa un farol para acercarse a Regente para poder derrotarlo. Usando una unidad de restricción improvisada hecha por Merodeador, S.H.I.E.L.D. tomó a Regente bajo su custodia mientras Spider-Man y su familia reanudan sus vidas normales.

### Versión Tierra-616
Augustus Roman es el CEO de Empire Unlimited. Sin embargo, adoptó en secreto la identidad de Regente, usando una armadura plateada que cambia su apariencia a una armadura. Roman había sentido aborrecimiento hacia los superhumanos desde que su familia murió durante un conflicto entre los Vengadores y la encarnación de los Maestros del Mal de Helmut Zemo. Para contener y controlar los poderes de las personas con superpoderes, Regente construyó la Bodega en la Isla Ryker. Cualquier prisionero súper poderoso que se coloca en los tubos de estasis allí tiene sus poderes replicados en el traje de Regente como lo que había sucedido con Ox y Morsa. la Dra. Shannon Stillwell le dice a Regente que los poderes de Ox y Morsa son promedio en el mejor de los casos y es solo un comienzo.
Mientras está con Liz Allan, Normie Osborn, y Stanley Osborn, Harry Lyman es testigo de que Regente detiene un automóvil que huía de la policía. Cuando Stanley le pregunta si él es Spider-Man, Regente se presenta y afirma que es un nuevo superhéroe que ahora vigila la ciudad de Nueva York.
Cuando Fantasma ataca un evento en Empire Unlimited, ataca a Augustus Roman con un tipo de arma de energía. Aunque Roman no se inmutó cuando Spider-Man y Iron Man llegaron donde discutieron quién debería luchar contra Fantasma. Mientras esto sucede, Roman se escapa. Cuando Tombstone, Roman le da a Betty Brant un recorrido por la bodega donde Betty menciona el hecho de que Roman perdió a su familia durante un ataque de los Maestros del Mal. Después de que Betty se va, Roman pasa por los tubos de estasis que contienen a los internos y la Dra. Shannon Stillwell le informa que están llenos. Roman declara que deben pasar a la siguiente fase. Mientras que la Dra. Stillwell duda sobre la siguiente fase, Roman se pone su armadura regente y afirma que los superpoderes son el problema y no los supervillanos. Comenzará la siguiente fase apuntando a los Vengadores.
Cuando Orka ataca a Nueva York y planea derramar el contenido de un barco petrolero Roxxon en Nueva York por la constante contaminación del océano, Regente llega donde rápidamente derrota a Orka y quema el petróleo derramado. Después de colocar a Orka en uno de los tubos de estasis en la bodega, la Dra. Shannon Stillwell afirma que la fisiología atlante de Orka le fue transferida. La computadora de Regente detecta una pelea entre Iron Man y Spider-Man. Cuando Miles Morales se aleja de la pelea, es atacado y derrotado por Regente que luego coloca a Miles en uno de sus tubos de estasis. La Dra. Stillwell afirma que los Vengadores vendrán a buscarlo y que no hay vuelta atrás. Después de salir de su armadura regente y subir al ascensor, Augustus Roman se encuentra con Betty, quien le pregunta si es Regente.
Mientras Ms. Marvel busca a Miles, Regent la derriba usando el camuflaje de Miles y la explosión de veneno. Luego usó el camuflaje de Miles y la elasticidad de Ms. Marvel para eliminar a Nova.
Regente luego usa las habilidades de alta velocidad de Nova para derribar al Capitán América y usa el arma de Fantasma para derribar a Visión. La Dra. Shannon Stillwell advierte a Regente que está poniendo su armadura Regente al límite mientras Regent embosca a Thor. Después de su victoria sobre Thor, Regent regresa a la bodega donde Betty es encarcelada en uno de los tubos de estasis por acercarse a su complot. Cuando la Dra. Stillwell advierte a Regent de sus signos vitales, afirma que está bien y cambia su armadura Regente. Augustus Roman va a reunirse con Harry Lyman, quien declaró que su asistente lo contactó para querer tener una reunión urgente. Él le dice a Roman que Industrias Parker quería el contrato de prisión y que harían armas especiales para la Bodega si entraban en el negocio con Empire Unlimited. Roman declina declarar que no le importan las ganancias mientras expresa su conocimiento sobre cuándo Spider-Man luchó contra Norman Osborn y más tarde Harry cuando ambos eran Duende Verde. Después de mencionar cómo Industrias Parker ayudó a reformar a Clash. Harry le pregunta dónde está Betty. Después de obtener algún tipo de confirmación de que Roman y Regente son la misma persona, Harry presiona un botón en su Webware. Spider-Man y Iron Man llegan a la Bodega donde Regente los combate. Iron Man reconoce que está copiando las habilidades de Miles, Ms. Marvel y Fantasma. Después de haber sido expulsado de Iron Man, Spider-Man tiene la teoría de que el traje de Regente está utilizando la misma tecnología que Super-Adaptoide. Cuando la Dra. Stillwell advierte a Regent sobre sus signos vitales y menciona que Harry está siendo llevado a un tubo de estasis, se revela que los últimos tubos de estasis están llenos de Daredevil, miembros de los Vengadores, miembros de la División de Unidad de Vengadores (que consiste en Hermano Vudú, Deadpool, Antorcha Humana, Quicksilver, Rogue y Sinapsis, y miembros del Escuadrón Supremo (compuesto por Hyperion de la Tierra-13034, Desenfoque de la Tierra-148611, Doctor Espectro de la Tierra-429001, Nighthawk de la Tierra-31916, y Thundra). Al derrotar a Iron Man y Spider-Man, Regente se declara a sí mismo como la encarnación del poder y el único protector que la humanidad necesita.
Después de enterarse de que Regent ha derrotado a Spider-Man y Iron Man, Mary Jane Watson abre una caja y se pone la armadura de Iron Spider. Regente vuela a Spider-Man y a Iron Man inconscientes de regreso al sótano en burbujas de energía. La Dra. Shannon Stillwell declara que deberían eliminar a Harry Lyman y Betty Brant ya que la gente comenzará a preguntar qué pasó con el Jefe de operaciones de Industrias Parker. Cuando Harry es arrojado a un tubo de estasis, usa una aplicación no probada en su Webware creada por Choque para destruir el tubo de estasis. Mary Jane con la armadura Iron Spider libera a Spider-Man y Iron Man mientras luchan contra Regente. Mary Jane le dice a Spider-Man que ayude a Harry mientras ella ayuda a Iron Man a luchar contra Regent que hace uso de los poderes de la Antorcha Humana. Después de darle algunos cartuchos web a Mary Jane, Spider-Man entra a la bodega. Mientras Spider-Man rescata a Harry, ambos liberan a Miles Morales de su tubo de estasis mientras Regente siente los efectos secundarios. Después de que Spider-Man, Harry y Miles rompen más tubos, Regente siente el ruido del suelo mientras los Vengadores, la División de Unidad de los Vengadores, el Escuadrón Supremo y los X-Men (que consisten en Coloso, Iceman y Viejo Logan). Spider-Man le dice a Regente que tanto la forma fácil como la difícil tienen los mismos resultados. Regente está encarcelado en la Bodega, donde diferentes héroes se turnan para vigilarlo hasta que estén seguros de poder encarcelarlo aquí, mientras que los villanos que tenía en los tubos harán reclamos de abuso para salir de la Bodega con gran desdén de Iron Man y Spider-Man.
Durante la historia del "Imperio Secreto", Regente aparece como miembro del Ejército del Mal del Barón Zemo. Asiste en el ataque a Manhattan a la luz de lo que sucedió en Pleasant Hill.

## Poderes y habilidades
Regente usa un traje blindado especial que le permite aprovechar los poderes de aquellos que ha encarcelado en sus tubos de estasis.
- La versión Tierra-18199 pudo copiar los poderes de Coloso, Cíclope, Havok, Iceman, Justice, Nightcrawler, Profesor X, Spider-Man y Tormenta.
- La versión Tierra-616 puede copiar los poderes y habilidades de cualquiera que haya encerrado en sus tubos de estasis como Fantasma, Antorcha Humana, Miles Morales, Ms. Marvel y Nova.

## En otros medios
Regente aparece en Spider-Man, con la voz de Imari Williams. Mientras sirve como el director de la Bodega, también es representado como el mentor de Yuri Watanabe. Aparece por primera vez en el episodio "Brand New Day", donde es contactado por Yuri para ayudar a demostrarle a Spider-Man que Cloak, Electro, Señor Negativo, Molten Man, Sandgirl y Mancha todavía están encerrados en el sótano después de que Spider-Man afirma que capturaron a Iron Man, Hulk, Ms. Marvel, Capitán América y Black Widow uno por uno. Con la ayuda de su asistente Shannon Stillwell (con la voz de Kathreen Khavari), Roman prueba a Spider-Man que no solo son los villanos sospechosos (junto con Dagger y Torbellino) de hecho en sus células, pero también las células mismas drenan sus poderes. Al hacer un nuevo traje para ayudarlo, Spider-Man continúa la investigación por su parte. Después de un Spider-Tracer que previamente vistió de Black Widow cuando fue capturada, Spider-Man es emboscado por Regente, que usa los poderes de Dagger, Electro y Molten Man durante la pelea, así como los poderes de tres villanos que nunca antes había encontrado. Cuando Regent comienza a usar los poderes de Cloak, Spider-Man intenta usar un dispositivo iónico solo para ser transportado a una dimensión desconocida en la que los Vengadores desaparecidos están cautivos. En el episodio "The Cellar", Spider-Man puede escapar Dimensión de bolsillo de Regent y se encuentra con Yuri, y al describir los poderes que Regent usó, así como los tres que no ha encontrado, Yuri identifica que las tres habilidades pertenecen a los reclusos Frostbite, Torbellino y Paradox. Al llegar a la bodega, Roman le da una vuelta a Spider-Man mientras Yuri lleva a Stillwell a ser interrogado después de descubrir evidencia de sospecha de participación con Regente. Cuando Spider-Man encuentra Cloak, Roman les revela su actividad regente. Regente explica que su plan para los Vengadores era hacerlos pagar por arrestar a su padre, quien como resultado ahora está cumpliendo cadena perpetua. Para Roman, los crímenes de su padre eran vistos como solo unos pocos delitos mayores. Durante la batalla, Cloak logra escapar cuando su celda está dañada y se alía con Spider-Man. Luego, con la ayuda inesperada de Otto Octavius y Anna Maria Marconi, Dagger es liberada de su celda y también se alía con Spider-Man. Octavius le dijo cómo detener a Regente y descubrió que la dimensión de bolsillo de Regente es realmente parte de los poderes de Cloak, Dagger arriesga su vida para darle a Cloak debilitado la fuerza necesaria para liberar a los Vengadores cautivos. Una vez liberados, ellos y Spider-Man derrotan a Regente, quien luego es declarado por J. Jonah Jameson haber sido enviado a su propia prisión.